# Scolelepis lefebvrei
Scolelepis lefebvrei är en ringmaskart som först beskrevs av Gravier 1905.  Scolelepis lefebvrei ingår i släktet Scolelepis och familjen Spionidae. Inga underarter finns listade i Catalogue of Life.